# Robert Allen (Politiker, 1778)
Robert Allen (* 19. Juni 1778 im Augusta County, Virginia; † 19. August 1844 in Carthage, Tennessee) war ein US-amerikanischer Politiker. Zwischen 1819 und 1827 vertrat er den Bundesstaat Tennessee im US-Repräsentantenhaus.

## Werdegang
Robert Allen besuchte die öffentlichen Schulen seiner Heimat und danach das College of William & Mary in Williamsburg. Nach einem Jurastudium und seiner Zulassung als Rechtsanwalt begann er in seinem neuen Beruf zu arbeiten. Im Jahr 1804 zog Allen nach Carthage in Tennessee, wo er Händler war. Außerdem war er viele Jahre lang als Angestellter in der Verwaltung des Smith County tätig. Während des Britisch-Amerikanischen Krieges von 1812 diente er als Oberst eines Regiments mit Freiwilligen aus Tennessee unter dem Kommando von General Andrew Jackson.
Allen war Mitglied der Demokratisch-Republikanischen Partei. Nach deren Auflösung in den 1820er Jahren schloss er sich der Bewegung um seinen früheren Kommandeur Jackson an, aus der im Jahr 1828 die Demokratische Partei hervorging. Bei den staatsweit ausgetragenen Kongresswahlen des Jahres 1818 wurde er für den ersten Abgeordnetensitz von Tennessee in das US-Repräsentantenhaus in Washington, D.C. gewählt, wo er am 4. März 1819 die Nachfolge von Thomas Claiborne antrat. Nach drei Wiederwahlen konnte er bis 3. März 1827 vier Legislaturperioden im Kongress absolvieren. Diese waren seit 1825 von den Diskussionen zwischen den Anhängern von Präsident John Quincy Adams und denen von Andrew Jackson überschattet. Seit 1825 vertrat Allen als Nachfolger von Jacob C. Isacks den fünften Wahlbezirk seines Staates. In dieser Zeit war er im Kongress auch Vorsitzender des Ausschusses, der sich mit Ansprüchen aus dem Unabhängigkeitskrieg befasste.
1826 verzichtete Allen auf eine erneute Kandidatur. Nach seinem Ausscheiden aus dem US-Repräsentantenhaus bewirtschaftete er seine Plantage Greenwood in der Nähe von Carthage und war Händler. Er war Sklavenhalter.
Er verstarb auf der Plantage Greenwood am 19. August 1844 und wurde in Lebanon beigesetzt.